# Mario Kröpfl (Fußballspieler, 1991)
Mario Kröpfl (* 29. September 1991 in Wien) ist ein österreichischer Fußballspieler auf der Position eines Verteidigers.

## Karriere
Kröpfl spielte seit seiner Jugend beim First Vienna FC und durchlief alle Jugendabteilungen. Sein Debüt in der Kampfmannschaft feierte er am 2. Juli 2008 im Regionalliga-Ost-Spiel gegen den SV Wienerberg, bei dem er in der Startaufstellung stand und durchspielte. Das Spiel endete 2:2.
Anfang 2009 zog sich der Verteidiger einen Kreuzbandriss zu und fiel ein halbes Jahr aus. Sein Comeback feierte er im Erste-Liga-Auswärtsspiel des First Vienna FC gegen die Red Bull Juniors am 27. November 2009, das mit 2:1 verloren ging.
Nach acht Jahren im Herrenkader der Vienna wechselte er im Sommer 2016 zum Zweitligisten Floridsdorfer AC.
Zur Saison 2018/19 wechselte er zum Ligakonkurrenten SV Ried. Nach der Saison 2018/19 verließ er Ried. Nach eineinhalb Jahren ohne Verein wechselte er im Jänner 2021 zum fünftklassigen SC Leopoldsdorf/Marchfelde.